# سیارک ۳۸۳۸
سیارک ۳۸۳۸ (به انگلیسی: 3838 Epona، نامگذاری:1986WA) سه هزار و هشتصد و سی و هشتمین سیارک کشف شده‌است که در ۲۷ نوامبر ۱۹۸۶ کشف شد.
قدر مطلق سیارک برابر ۱۵٫۵۰ است.